# Meizoglossa bipunctata
Meizoglossa bipunctata är en fjärilsart som beskrevs av Gustaaf Hulstaert 1924. Meizoglossa bipunctata ingår i släktet Meizoglossa och familjen nattflyn. Inga underarter finns listade i Catalogue of Life.